# Rubén Green
Rubén Green (Buenos Aires; 31 de julio de 1946 - ibidem; 7 de abril de 2003) fue un actor argentino de cine, teatro y televisión.

## Biografía
Rubén Ernesto Green fue un popular actor de telenovelas y teatro populares en las décadas del '70 y '80. Entró al mundo artístico cuando ya tenía treinta años iniciando su carrera como modelo gráfico.

## Carrera

### Televisión
- El amor tiene cara de mujer (1977)
- El calor de tu piel (1979) junto a Marta González
- Mancinelli y familia (1980)
- Claudia Morán (1986) ............. Armando Paiva
- Clave de Sol (1987) ............ Ernesto
- El árbol azul (1991)
- ¡Grande, pa! (1992)
- Esos que dicen amarse (1993) ........... Jaime
- Montaña rusa, otra vuelta (1995) ........... Daniel
- Poliladron (1995)
- Verdad consecuencia (1996)
- Gasoleros (1998)
- Calientes (2000)
- Primicias (2000)
- Yago, pasión morena (2001)
- Rebelde Way (2002) ............. Mauricio

### Filmografía
- El Santo de la espada o Estirpe de raza (1970) (1970) de Leopoldo Torre Nilsson
- ¡Qué linda es mi familia! (1980) con  Luis Sandrini y Nini Marshall
- Mingo y Aníbal, dos pelotazos en contra (1984)
- Seguridad personal (1986) de Aníbal Di Salvo junto a Darío Grandinetti
- Las minas de Salomón Rey (1986)......... Policía
- Tres alegres fugitivos (1988)
- La garganta del diablo (Interrumpida) (1991) de Antonio Ottone
- Delito de corrupción (1991) de Enrique Carreras ......... Pierre
- El hijo de la novia (2001) de Juan José Campanella ............ Portero Osvaldo[2]

### Teatro
- La Cocina por  Jorge Hacker
- Romeo y Julieta dirigido por Rodolfo Graziano
- Si tocan el timbre no abras (1981), con Adrián Ghío, Cristina del Valle, Gilda Lousek y Gladys Mancini.[3]
- Matrimonios y algo más
- Ni Eva, ni Adán, lo otro junto a Cristina del Valle dirigida por Eduardo Cané

## Vida privada
Green estuvo casado por dos décadas con la actriz Cristina del Valle, viuda del actor Claudio Levrino,  desde 1983 hasta su muerte en el 2003. Con ella trabajó en una comedia en la ciudad costera de Santa Teresita. Allí es donde comenzaron su romance. Las revistas no tardaron en comenzar a divulgar el tema, lo que despertó un gran malestar en el actor en aquellos tiempos.

## Fallecimiento
Rubén Green no pudo participar de La peluquería de Don Mateo debido a su delicado estado de salud producto del agravamiento de un cáncer. Falleció el 7 de abril de 2003. Sus restos descansan en el Panteón que la Asociación Argentina de Actores posee en el Cementerio de la Chacarita.